# 下哈兴
下哈兴（德語：Unterhaching，發音：[ʊntɐˈhaxɪŋ]）是德国巴伐利亚州上巴伐利亚行政区慕尼黑县的市镇，临近上哈兴，面积10.37平方千米，2023年12月31日人口为26,079人，是慕尼黑县第二大市镇。该市镇以下哈兴体育俱乐部而闻名，